# 桜井良之助
桜井 良之助（さくらい りょうのすけ、1940年7月3日 - 2006年7月16日）は、日本の政治家。宮城県仙台市出身。東北大学卒業。元東京都議会議員。公明副代表を歴任。

## 経歴
1940年7月3日、宮城県仙台市に生まれる。創価学会に入会する。東北大学を卒業する。公明新聞記者を務める。
1973年、東京都議会議員選挙に、世田谷区から公明党公認候補として立候補し、初当選する（以降、連続9期）。東京都議会副議長、東京都議会総務委員長を歴任する。
1994年12月5日、公明党解散にともない、公明結成に参加し、公明副代表に就任する。
1998年11月7日、公明党再結成に参加し、公明党幹事に就任する。公明党東京都本部代表代行を歴任する。
2002年、橋本辰二郎の後継として、公明党東京都議会議員団長に就任する。
2006年7月16日、肺炎により死去。享年66。

## 役職歴
- 公明副代表
- 公明党幹事
- 公明党東京都本部代表代行
- 公明党東京都議会議員団長
- 東京都議会副議長
- 東京都議会総務委員長